# Національне шосе 11 (Естонія)
Національне шосе 11 (перекладається з естонської як кільцева дорога Таллінна, або T11) — напіворбітальна автомагістраль навколо міста Таллінн, що пролягає від Вяо до Кейла. Дорога є частиною європейської траси E265.
Дорога забезпечує сполучення між столичним регіоном Таллінна та численними національними маршрутами, які його перетинають. У 2021 році найбільший обсяг трафіку був між Юрі та Курною, з AADT 23 500. Решта маршруту мала AADT принаймні 10 000.
Дорога в основному складається з подвійної проїзної частини 2+2 (I клас), яка постійно модернізується з 2015 року, щоб відповідати зростаючим вимогам щодо трафіку та безпеки. Дорогу між Валінгу та Кейлою ще не розширили.

## Огляд

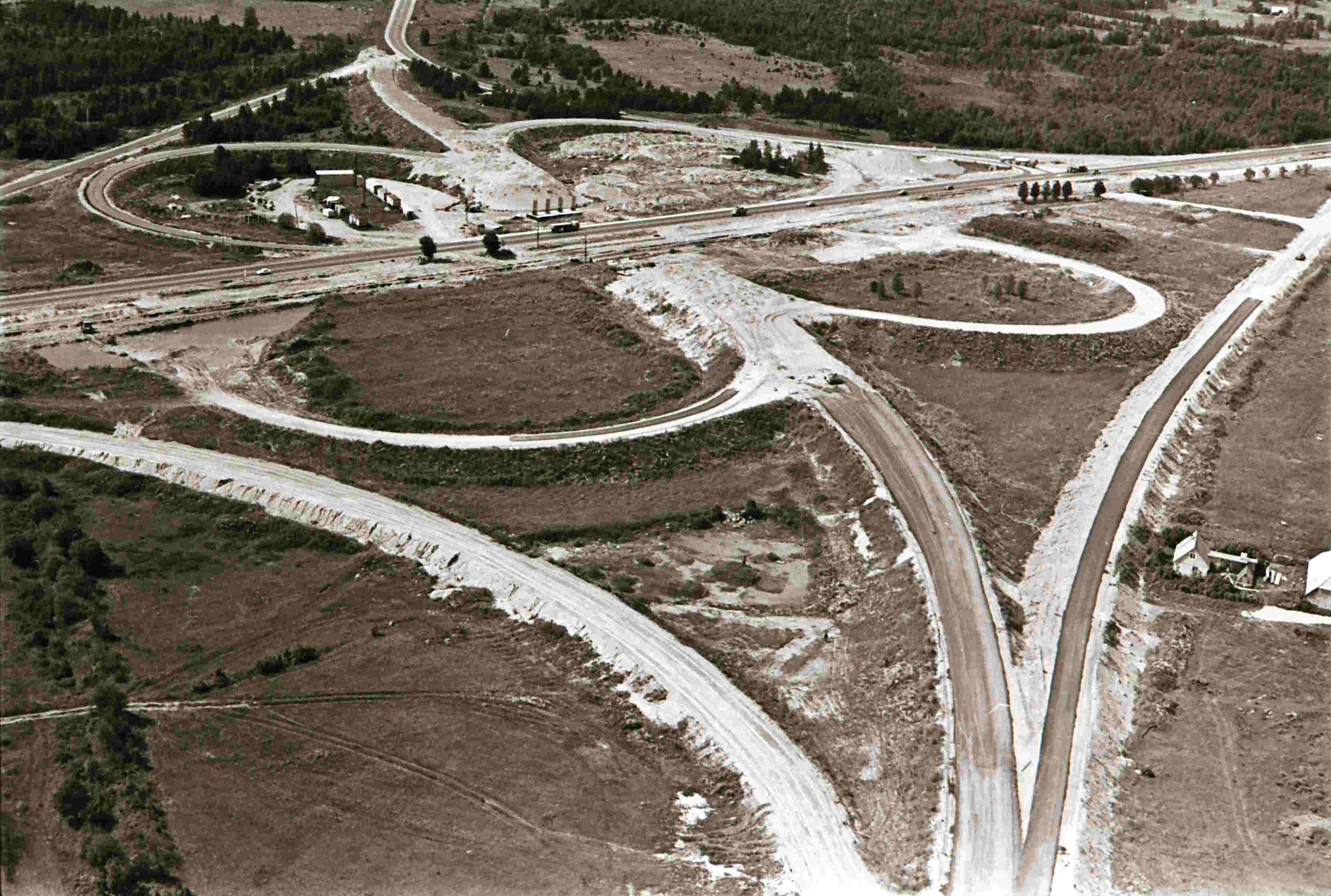
Будівництво канамської розв'язки в 1975 році

Дорога була побудована в 1970-х роках компанією TREV-2 як перша кільцева дорога в Естонії.
T11 починається в межах міста на самій околиці Ласнамяе, з кільцевої розв’язки, розділеної на рівні, яка обслуговує T1/E20 (на естакаді), початок міського шосе Laagna tee (через Rahu tee) і невеликий житловий район. Перша розв'язка обслуговує кар'єр Вяо та зону відпочинку для вантажівок, а наступні з'їзди обслуговують регіональні маршрути. Розв’язка Лагеді перетинає автомагістраль із залізницею Таллінн-Нарва та забезпечує сполучення з Сиямяе через T11290.
Повернувши на південний захід, розв’язки Рае та Põrguvälja ведуть до кільцевої розв’язки з T2/E263. Тепер автомагістраль прямує на захід із розв’язками на Курна (обслуговує першу в країні IKEA), Луїге, Саку, Юуліку. Віа Балтика зустрічається біля Сауе на розв’язці Канама. Автомагістраль (і її найновіший відрізок) закінчується після перетину залізниці Таллінн-Палдіскі у Ванамійзі, дорога продовжується за старою конфігурацією 1+1.
Шосе закінчується в Кейлі, зустрічаючись із T8 на кільцевій розв’язці. Плани продовження автомагістралі тут готуються, але фінансові перешкоди. E265 продовжує рух на захід до Палдіскі і зрештою до Капельскяр.

### Кількість смуг шосе
| 34 км    | 4 км     |
| 2+2 смуг | 1+1 смуг |

## Дивись також
- Транспорт Естонії